# Kuteževo
Kuteževo este o localitate din comuna Ilirska Bistrica, Slovenia, cu o populație de 243 de locuitori.